# Remy Hii
Remy Hii, 5 avril 1987 en Malaisie, est un acteur australien.

## Filmographie

### Cinéma

#### Longs métrages
- 2017 : 2:22 : Benny
- 2018 : Crazy Rich Asians : Alistair Cheng
- 2019 : Spider-Man: Far From Home : Brad Davis
- 2021 : La Princesse de Chicago : En quête de l'étoile : Peter Maxwell

#### Courts métrages
- 2009 : Beyond Blood : Gabriel Truong
- 2010 : Origami : le jeune homme
- 2011 : Kiss : Tom
- 2012 : Treading Water : Tom
- 2013 : Mirrors : Manny

### Télévision

#### Séries télévisées
- 2009 : H2O : le bassiste (4 épisodes)
- 2013 : Better Man : Van Tuong Nguyven (4 épisodes)
- 2014-2016 : Marco Polo : Prince Jingim (20 épisodes)
- 2017 : Sisters : Sam (5 épisodes)
- 2018-2019 : Dr Harrow : Simon Van Reyk (16 épisodes)
- 2021 : Aftertaste : Ben Zhao (6 épisodes)
- 2021 : Arcane : Marcus / Mr. Kiramman (5 épisodes)

#### Téléfilms
- 2019 : Jane the Novela : Luen

## Voix françaises
- Jim Redler dans :
  - Spider-Man: Far From Home
  - Arcane (voix)
  - La Princesse de Chicago : En quête de l'étoile
  - Wellmania (série télévisée)

- Alexandre Nguyen dans Dr Harrow (série télévisée)